# Albert Bürklin (Verbandsfunktionär)
Albert Bürklin (* 24. August 1907 in Wachenheim; † 2. Oktober 1979 ebenda) war ein deutscher Winzer und Funktionär in zahlreichen Landwirtschafts- und Weinbauorganisationen.

## Leben
Bürklins Vater war Ludwig Bürklin, seine Mutter Paula Bürklin, geborene Neuffer. Vater Ludwig, ein Neffe des Reichstagsabgeordneten Albert Bürklin (1844–1924), fiel 1918 während des Ersten Weltkriegs an der Somme. Da sein Großonkel kinderlos geblieben war, übernahm Bürklin nach dessen Tod 1924 das Weingut Dr. Bürklin-Wolf in Wachenheim.
Im Jahr 1937 wurde Bürklin Vorsitzender des Verbandes der Naturweinversteigerer der Rheinpfalz (heute VDP-Pfalz). Während des Zweiten Weltkriegs wurde Bürklin von der Wehrmacht eingezogen. Nach dem Krieg musste er seinen durch Kriegshandlungen schwer beschädigten Betrieb neu aufbauen und war an der Gründung mehrerer örtlicher und überörtlicher Weinbauorganisationen beteiligt. Von 1949 bis 1969 fungierte Bürklin als Erster Vorsitzender des Verbands Deutscher Naturweinversteigerer (heute Verband Deutscher Prädikatsweingüter, VDP) und von 1949 bis 1974 als Vizepräsident des Deutschen Weinbauverbandes und wurde anschließend zu dessen Ehrenmitglied ernannt. Für seine Leistungen wurde Bürklin 1967 mit dem Großen Verdienstkreuz der Bundesrepublik Deutschland ausgezeichnet. 1970 wurde er vom Land Rheinland-Pfalz zum Ökonomierat ernannt und war in den Jahren 1970 bis 1975 Mitglied der Landwirtschaftskammer Rheinland-Pfalz.
Das Deutsche Weinsiegel als Gütezeichen Deutscher Weine wurde im Wesentlichen auf seine Initiative hin geschaffen. Auf internationaler Ebene vertrat Bürklin den deutschen Weinbau beim Internationalen Weinamt in Paris und bei der Weinbaukommission für den europäischen Markt.